# Cameron Richardson
Cameron Richardson (* 11. September 1979 in Baton Rouge, Louisiana) ist eine US-amerikanische Schauspielerin und Model. Bekanntheit erlangte sie durch die Serie Harper’s Island.

## Leben und Karriere
Cameron Richardson wurde in Baton Rouge, Louisiana geboren, wuchs jedoch in New Jersey auf. Sie schloss die Old Bridge High School in Old Bridge Township 1997 ab.
Sie modelte für viele Modemagazine, unter anderem für Mademoiselle, Interview und Cosmopolitan. Im Jahr 2006 erschien sie auf der Titelseite des Ocean Drive. Werbung machte sie unter anderem für Dasani, ein Tafelwasser der Coca-Cola Company.
Richardson hatte ihren ersten Auftritt im Fernsehen im Jahr 2000 in der Serie Cover Me: Based on the True Life of an FBI Family. In den Jahren 2005 und 2006 spielte sie in der Serie Point Pleasant die Rolle der Paula Hargrove. Sie war auch in der Serie Dr. House zu sehen. 2009 war sie für zehn Folgen bei Harper’s Island zu Gast. Einen weiteren Gastauftritt hatte sie 2012 in CSI: Den Tätern auf der Spur.
Richardson war mit Mike Einziger, Mitglied der Band Incubus, liiert. Bis Juli 2012 hatte Richardson eine Beziehung mit Ben Shulman. Das Paar hat einen gemeinsamen Sohn, welcher im Juli 2010 geboren wurde. Momentan lebt sie in Los Angeles.
Seit 2021 ist sie mit Luis Letterrier verheiratet. Das Paar hat zwei gemeinsame Kinder.

## Filmografie (Auswahl)

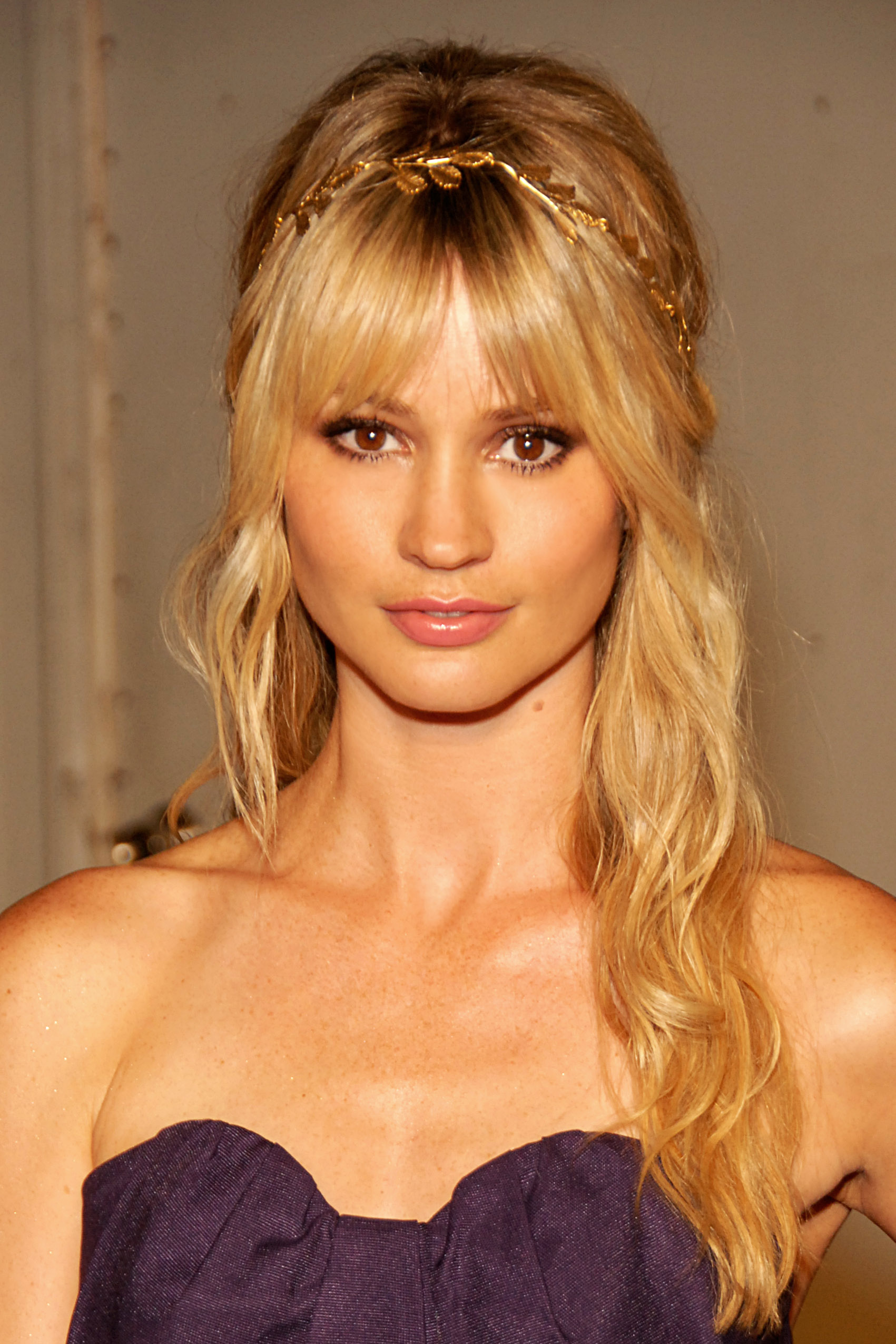
Cameron Richardson, 2009

### Filme
- 2002: Frank McKlusky, C.I.
- 2003: Almost Legal – Echte Jungs machen’s selbst (National Lampoon’s Barely Legal)
- 2003: College Animals (National Lampoon Presents Dorm Daze)
- 2004: The Good Humor Man
- 2004: Twisted – Der erste Verdacht (Twisted)
- 2005: Supercross
- 2006: Open Water 2
- 2007: Alvin und die Chipmunks – Der Kinofilm (Alvin and the Chipmunks)
- 2007: Rise: Blood Hunter
- 2008: Familiar Strangers
- 2009: Women in Trouble
- 2009: Wreckage – Schrottplatz des Grauens (Wreckage)
- 2010: Hard Breakers
- 2012: Hotel Noir
- 2013: Holy Ghost People
- 2013: The Jogger
- 2014: Lovesick – Liebe an, Verstand aus (Lovesick)
- 2014: 10.0 – Das Erdbeben-Inferno (10.0 Earthquake)
- 2015: The Evil Gene
- 2016: Get a Job
- 2016: The Legend of Alice Flagg
- 2017: Bridal Boot Camp
- 2017: Hickok
- 2017: Flashburn
- 2017: Dead Ant
- 2021: Something About Her

### Fernsehserien
- 2000–2001: Cover Me: Based on the True Life of an FBI Family (24 Folgen)
- 2003–2004: Skin (fünf Folgen)
- 2005–2006: Point Pleasant (13 Folgen)
- 2006: Dr. House (House, Folge 2x13 Kratzer im Lack)
- 2006–2011: Entourage (drei Folgen)
- 2008: 12 Miles of Bad Road (sechs Folgen)
- 2009: Harper’s Island (zehn Folgen)
- 2012: CSI: Den Tätern auf der Spur (CSI: Crime Scene Investigation, Folge 12x18 Malice in Wonderland)
- 2013: Shameless (zwei Folgen)
- 2014: Murder in the First (drei Folgen)
- 2014: The Lottery (zwei Folgen)
- 2019: Vida (Folge 2x04)